# Danbury (Essex)
Danbury is een civil parish in het bestuurlijke gebied Chelmsford, in het Engelse graafschap Essex. Danbury ligt een kleine 54 km ten noordoosten van Charing Cross, het middelpunt van Londen.
Het dorp werd in het Domesday Book van 1086 vermeld als 'Danengeberia'. Indertijd telde men er een bevolking van 11 huishoudens, 16 acres aan weiland en akkerland ter grootte van 2 ploegen. Danbury verkreeg het marktrecht in 1280.
Danbury heeft 52 vermeldingen op de Britse monumentenlijst. Daaronder bevindt zich de aan Johannes de Doper gewijde dorpskerk, waarvan de oudste delen mogelijk uit de twaalfde eeuw stammen.